# Comuna Tîtarivka, Starobilsk
Tîtarivka (în ucraineană Титарівка) este o comună în raionul Starobilsk, regiunea Luhansk, Ucraina, formată din satele Novoselivka și Tîtarivka (reședința).

## Demografie
Componența lingvistică a comunei Tîtarivka
     Ucraineană (90,36%)
     Rusă (9,64%)
Conform recensământului din 2001, majoritatea populației comunei Tîtarivka era vorbitoare de ucraineană (90,36%), existând în minoritate și vorbitori de rusă (9,64%).